# 东非金合欢
东非金合欢是豆科金合欢属植物，原产东非和阿拉伯半岛。种加词意思是“阿特巴伊地区的”。

## 亚种
本种有以下亚种：
- 东非金合欢（原亚种）：模式产地苏丹，亦分布于埃及东南部、厄立特里亚、吉布提、索马里。
- 南东非金合欢 ：模式产地坦桑尼亚，亦分布于肯尼亚。
- 宽荚东非金合欢 ：模式产地肯尼亚，分布于埃塞俄比亚、坦桑尼亚。
- 钩刺东非金合欢 ：模式产地索马里，分布于乌干达、肯尼亚、埃塞俄比亚、吉布提、厄立特里亚、也门、阿曼、沙特阿拉伯。